# Jonathan Gilbert
Jonathan Gilbert (* 28. April 1967 in Los Angeles, Kalifornien) ist ein ehemaliger US-amerikanischer Schauspieler. Seine Schwestern Melissa und Sara Gilbert sind ebenfalls Schauspielerinnen.

## Karriere
Bekannt wurde Gilbert durch die Rolle des Willie Oleson in der Fernsehserie Unsere kleine Farm. In 142 Folgen verkörperte er neun Jahre lang den Sohn der Kaufmannsfamilie Oleson. Gilbert war dafür bekannt, dass er das jeweilige Folgenskript nie zu Ende las, „da er sich überraschen lassen wollte, wenn er die Episode dann im Fernsehen anschaute.“ Nach dem Ende von Unsere kleine Farm zog sich Gilbert aus dem Schauspielgewerbe zurück.

## Privat
Genauso wie seine Schwester Melissa wurde Jonathan Gilbert als Kind von Paul Gilbert und Barbara Crane adoptiert. Beider Adoptivschwester ist Sara Gilbert, die die Rolle der Darlene in der Komödienserie Roseanne innehatte. Sein Großvater war der Komödien-Autor Harry Crane.
Nach dem Ende seiner Schauspielkarriere machte Gilbert den „Bachelor of Arts“ auf dem „Hamilton College“ und den „Master of Business Administration“ auf der „Zicklin School of Business at Baruch College“. Danach arbeitete er als Börsenmakler in New York. Gilbert nahm auch mehrere Jahre in Südamerika und Afrika an gemeinnützigen Projekten des Peace Corps teil. Heute lebt er in Kalifornien.

## Filmografie
- 1974–1983: Unsere kleine Farm (Little House on the Prairie, Fernsehserie, 137 Folgen)
- 1979: The Miracle Worker (Fernsehfilm)
- 1983: Unsere kleine Farm – Alberts Wille (Little House: Look Back to Yesterday, Fernsehfilm)
- 1984: Unsere kleine Farm – Das Ende von Walnut Grove (The Last Farewell, Fernsehfilm)